# Valéry Giscard d’Estaing

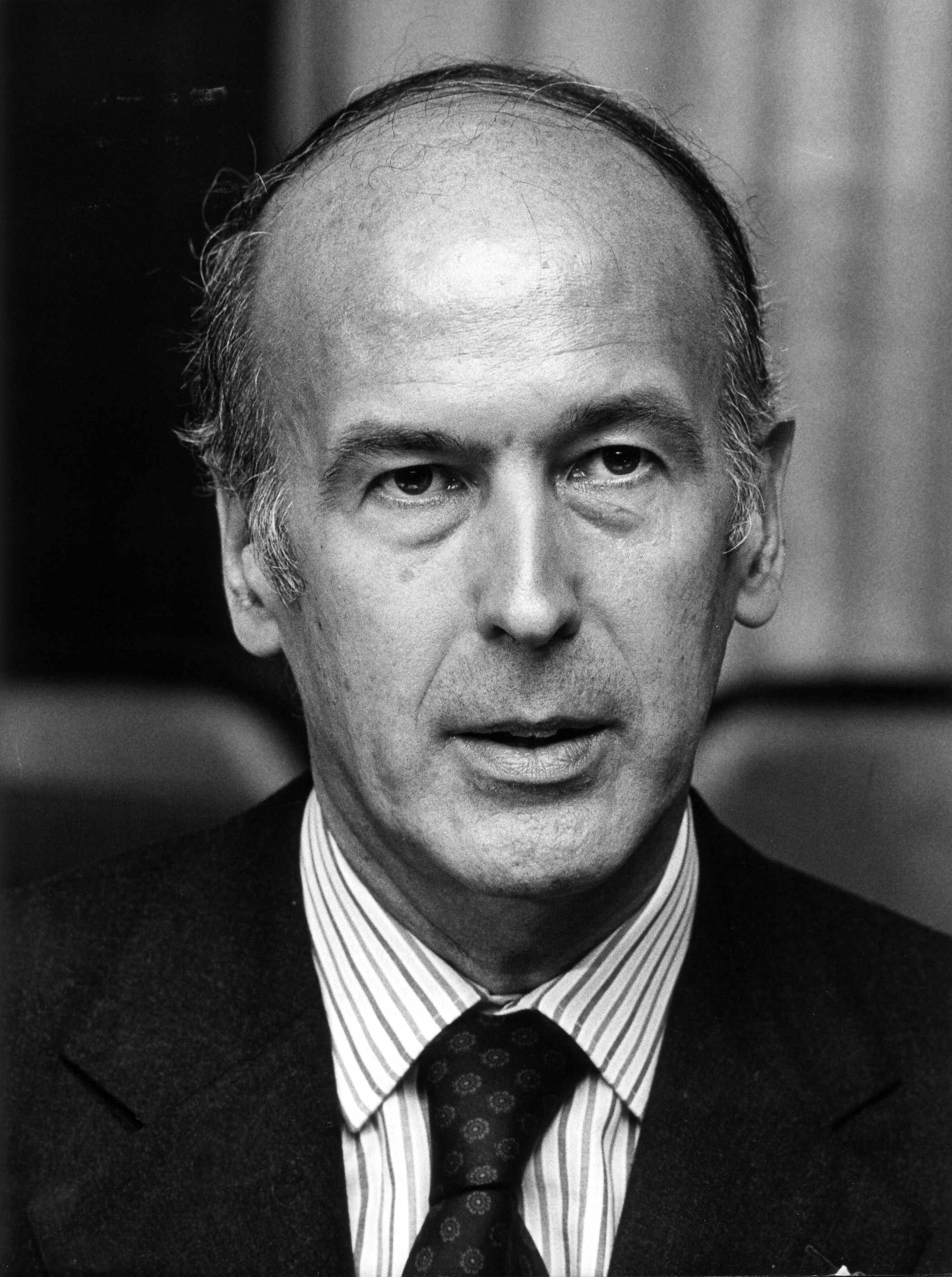
Giscard d’Estaing (1975)

Valéry René Marie Georges Giscard d’Estaing (Aussprache: [valeˈʀi ʒisˌkaʀdɛsˈtɛ̃] ⓘ; * 2. Februar 1926 in Koblenz, Deutsches Reich; † 2. Dezember 2020 in Authon, Département Loir-et-Cher; kurz Giscard oder mit seinen Initialen VGE genannt) war ein französischer Politiker. Er war von 1974 bis 1981 Staatspräsident von Frankreich.
Zuvor war er Vorsitzender der liberalen Partei der Républicains indépendants sowie von 1962 bis 1966 und von 1969 bis 1974 Finanz- und Wirtschaftsminister. Nach seiner Präsidentschaft war er Vorsitzender des von ihm gegründeten bürgerlichen Parteienbündnisses Union pour la démocratie française (UDF) sowie von 1986 bis 2004 Präsident des Regionalrats der Auvergne. Im Jahr 2002 trat er zur neuen Mitte-rechts-Partei UMP über. Als „Elder Statesman“ war Giscard d'Estaing 2002/03 Präsident des Europäischen Verfassungskonvents und gehörte ab 2003 der Académie française sowie ab 2004 dem französischen Verfassungsrat an.

## Leben

### Familie und Jugend

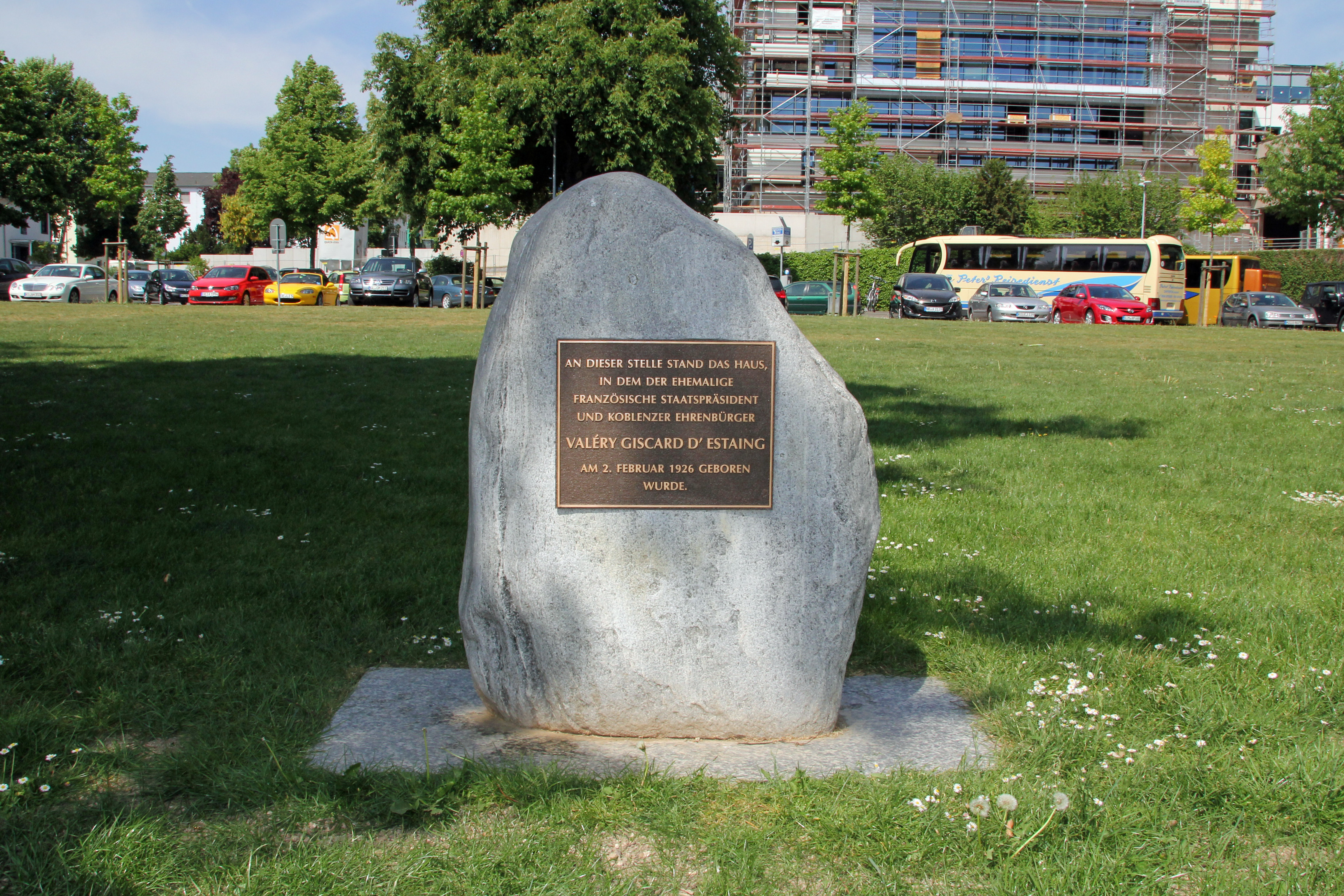
Gedenkstein am Geburtsort von Valéry Giscard d’Estaing in den Rheinanlagen von Koblenz

Valéry Giscard d’Estaing wurde als Sohn von Finanzinspektor Edmond Giscard d’Estaing und May Marthe Clémence Bardoux (1901–2003) in Koblenz geboren, wo sein Vater als Oberfinanzinspektor der französischen Rheinlandkommission stationiert war. Kurz nach der Geburt seines Sohnes wurde er im Juli 1926 nach Paris versetzt, wo er im Finanzministerium, später im Conseil d’Etat diente und von 1932 bis 1947 Bürgermeister von Chanonat war. Er wurde 1960 Mitglied der  Académie des sciences morales et politiques.
Giscard d’Estaing besuchte in Clermont-Ferrand zwei Schulen und anschließend in Paris die Gymnasien Lycée Janson de Sailly und Lycée Louis-le-Grand. 1942 absolvierte er ein double baccalauréat (Zweifach-Abitur) in Philosophie und Elementarmathematik. Nach dem Abitur absolvierte er an seinem Gymnasium ein Vorbereitungsjahr, um sich für ein Studium an einer Elitehochschule bewerben zu können.
Der Zweite Weltkrieg unterbrach seinen Bildungsweg. Hitlerdeutschland hatte im Frühjahr 1940 die Benelux-Staaten und Frankreich besiegt und Teile Frankreichs besetzt, darunter auch die Hauptstadt Paris.
Am 6. Juni 1944 begannen westalliierte Truppen die Landung in der Normandie. Sie rückten im August 1944 zügig auf Paris vor und zwangen die deutschen Besatzungstruppen zu einem ungeordneten Rückzug. Ab dem 10. August 1944 streikten in Paris Polizei, Gendarmerie und U-Bahn-Mitarbeiter. Später griffen Mitglieder der Résistance Wehrmachtsoldaten in Paris an.
Am Abend des 19. August bat der Stadtkommandant von Paris von Choltitz um eine Feuerpause.
Giscard (damals 18 Jahre alt) nahm im August 1944 aktiv an der Befreiung von Paris teil. Er wurde von der örtlichen Résistance der Gruppe zugeteilt, die Alexandre Parodi schützte. Parodi war einer der Führer der Résistance. Von Choltitz kapitulierte am 25. August 1944 entgegen Hitlers ausdrücklichen Befehlen. Giscard meldete sich in der Endphase des Krieges freiwillig als Soldat. Er nahm mit den Forces françaises libres in der 1. Armee unter General de Lattre de Tassigny am Vormarsch nach Süddeutschland teil. Er war im Südschwarzwald an den Kämpfen um Behla und Blumberg beteiligt und rückte am 26. April 1945 im ersten Panzer in Konstanz ein. Für seine Tapferkeit wurde er mit einer namentlichen Erwähnung im Armeebericht ausgezeichnet.

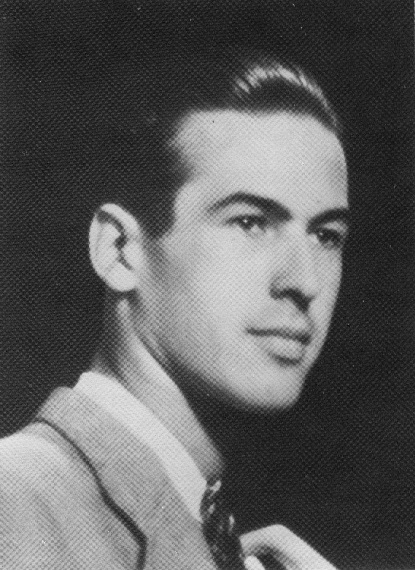
Valéry Giscard d’Estaing in den 1940er-Jahren

Anschließend beendete er das Vorbereitungsjahr am Lycée Louis-le-Grand und bewarb sich für ein Studium an zwei Elitehochschulen. Er absolvierte zunächst 1946 bis 1948 ein Studium an der École polytechnique mit dem Ziel eines Studiums an der École nationale d’administration (ENA).
Vor dem Studium an der ENA reiste er in die Vereinigten Staaten und nach Kanada. Er war in Montréal befristet Lehrer am Collège Stanislas. Am 3. Januar 1949 begann er sein Studium an der ENA, was durch den Erlass vom 19. Juli 1948 erleichtert wurde, der es den Polytechnikern erlaubte, ohne Vorprüfung an der ENA zu studieren. Er absolvierte ein achtmonatiges Praktikum im Saarland, schrieb eine Dissertation mit dem Titel Le rattachement économique de la Sarre à la France („Die wirtschaftliche Anbindung des Saarlandes an Frankreich“) und erhielt die Note 19 (von 20 erreichbaren Punkten). Nach Abschluss der ENA als Sechster von 385 Studenten seines Jahrgangs (Promotion „Europa“ 1949–1951) trat er in die IGF (Inspection générale des finances, Generalinspektion der Finanzen) ein.
1952 heiratete er Anne-Aymone Sauvage de Brantes. Sie bekamen vier Kinder:
- Valérie-Anne (* 1953, Verlegerin, Galeristin und Fotografin),
- Henri (* 1956, Vorstandsvorsitzender des Club Méditerranée),
- Louis (* 1958, Abgeordneter und Bürgermeister von Chamalières),
- Jacinte (1960–2018, Tierärztin und Reiterin).

Der Arzt Frère Robert (Robert Giscard) und dessen Bruder, der Agrarwissenschaftler Alain Giscard, beide Brüder des Groupement Agricole d’Exploitation en Commun („Agrargenossenschaftliche Körperschaft“) der Communauté de Taizé, waren Vettern von Giscard.

### Frühe politische Karriere

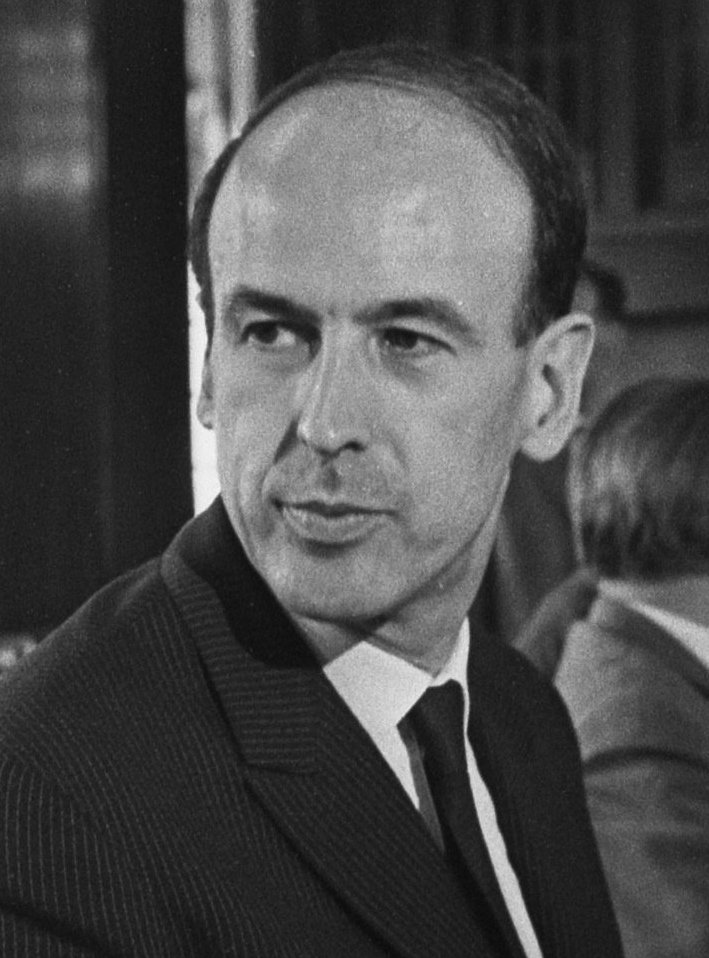
Finanzminister Giscard 1964

Giscard d’Estaing begann 1952 seine berufliche Laufbahn nach dem Vorbild des Vaters in der IGF. Er beendete diese Tätigkeit, um ein Abgeordnetenmandat im Parlament des Département Puy-de-Dôme anzunehmen, in dem schon sein Großvater lange Zeit Abgeordneter gewesen war. Am 2. Januar 1956 wurde er für die rechtsliberale Partei Centre national des indépendants et paysans (CNIP) in die Nationalversammlung gewählt. Von 1956 bis 1958 war Giscard d’Estaing Mitglied der französischen UNO-Delegation.
Giscard wurde nach den Wahlen Ende 1958 Staatssekretär im Finanzministerium. Er war das jüngste Kabinettsmitglied.
Drei Jahre später wurde er auf Vorschlag des Premierministers Georges Pompidou zum Minister für Finanzen und wirtschaftliche Fragen ernannt. Die Partei CNIP spaltete sich im selben Jahr aufgrund der von Präsident Charles de Gaulle initiierten Verfassungsreform, nach der der Staatspräsident künftig direkt vom Volk gewählt werden sollte. Während die Mehrheit und Führung der CNIP die Änderung ablehnte und der Regierung das Misstrauen aussprach, gehörte Giscard zu den Befürwortern. Mit einer Gruppe weiterer Abgeordneter (u. a. Raymond Marcellin, Jean de Broglie) verließ er die CNIP und gründete die Fraktion der Républicains indépendants (unabhängige Republikaner). Giscard erzielte beachtliche Erfolge in der Haushalts-, Stabilitäts- und Währungspolitik, doch seine Popularität schwand schnell. Nachdem es ihm nur knapp gelungen war, sich bei der folgenden Wahl 1965 gegenüber dem rivalisierenden Kandidaten durchzusetzen, übertrug Präsident de Gaulle das Ministerium Anfang 1966 Michel Debré.

### FNRI-Vorsitzender und „Superminister“
Nach seiner Entlassung als Staatssekretär bemühte er sich, die Républicains indépendants unabhängiger vom gaullistischen Koalitionspartner zu machen. Bis dahin hatte die Gruppierung nur als Parlamentsfraktion existiert; nun gründete Giscard ergänzend die Fédération nationale des républicains et indépendants (FNRI, „Nationales Bündnis der Republikaner und Unabhängigen“) als außerparlamentarische Parteiorganisation und wurde deren erster Vorsitzender. Die unabhängigen Republikaner trafen zwar bei Wahlen weiterhin Absprachen mit der gaullistischen UDR, um sich im Mehrheitswahlsystem Parlamentsmandate zu sichern, und waren als kleiner Koalitionspartner an der Regierung beteiligt, Giscard äußerte aber zunehmend öffentliche Kritik und grenzte sich vorsichtig von der gaullistischen Regierungsmehrheit ab. Dies kann als Strategie des « oui, mais… » („Ja, aber…“) zusammengefasst werden.
Von April 1967 bis Juli 1969 war Giscard d’Estaing erneut Abgeordneter des 2. Wahlkreises von Puy-de-Dôme in der Nationalversammlung. Daneben war er von 1967 bis zu Beginn seiner Präsidentschaft 1974 Bürgermeister der Kleinstadt Chamalières in der Auvergne.
Er bekannte sich erstmals offen zu den Zielsetzungen einer Europäischen Einigung und unterstützte in diesem Zusammenhang die Bewerbung des Vereinigten Königreichs um Aufnahme in die Europäische Wirtschaftsgemeinschaft 1969. Seine Partei erlitt bei der Wahl zur Nationalversammlung 1968 eine Niederlage. Beim Referendum 1969 zur Senats- und Regionalreform gab die FNRI keine Wahlempfehlung ab: Die meisten ihrer Abgeordneten und Minister waren dafür, Giscard persönlich erklärte jedoch öffentlich, dagegen zu stimmen.
Giscard präsentierte sich volksnah und locker, womit er sich von den meisten französischen Politikern (allen voran de Gaulle) abhob, die in der Öffentlichkeit förmlich und distanziert wirkten. Bei einer in seiner Wohnung aufgezeichneten Fernsehsendung erschien er im Pullover statt mit Anzug und Krawatte. Von einer Parteiversammlung fuhr er mit der Metro statt mit dem Dienstwagen zum Finanzministerium. Großes Aufsehen erregte ein öffentlicher Auftritt im Juli 1969, bei dem er im karierten Hemd Akkordeon spielte. Auch beim Fußball- oder Polospielen, Skifahren und Baden im Meer ließ sich Giscard fotografieren und filmen. Auch seine Familie wurde nicht von der Öffentlichkeit abgeschirmt, sondern war oft an seiner Seite zu sehen. Dies entsprach eher einem Stil, den man von amerikanischen Politikern kannte, und führte zum Vergleich Giscards mit John F. Kennedy. Wie JFK verwendete er im Wahlkampf ein Namenskürzel, etwa auf T-Shirts mit der Aufschrift « VGE à la barre » („VGE ans Ruder“), das vor allem von jungen Anhängern getragen wurde.
Als Präsident de Gaulle 1969 zurücktrat und damit eine vorgezogene Präsidentschaftswahl auslöste, erwog Giscard zu kandidieren. Der Zeitpunkt erschien ihm aber noch zu früh, denn er fürchtete, eine Niederlage würde seine politische Karriere auf lange Sicht gefährden. Stattdessen unterstützten Giscard und seine Républicains indépendants den gaullistischen Kandidaten Georges Pompidou, der ihn nach seinem Wahlsieg erneut zum Minister für Finanzen und Wirtschaft ernannte. Als solcher gehörte er dem Kabinett von Premierminister Jacques Chaban-Delmas von 1969 bis 1972 an. Auch Pierre Messmer, Premierminister von 1972 bis 1974, bestätigte Giscard in dieser Funktion. Deutschsprachige Medien titulierten ihn in dieser Zeit als „Superminister“.
Als durch den Tod Pompidous 1974 abermals eine vorgezogene Präsidentschaftswahl erforderlich wurde, präsentierte sich Giscard d’Estaing als Kandidat. Er wollte aber nicht als Parteikandidat der Républicains indépendants wahrgenommen werden, sondern als überparteiliche Persönlichkeit der bürgerlichen Mitte. In der Erklärung seiner Kandidatur wandte er sich an „Sie alle, UDR-Wähler, unabhängige Republikaner, Zentristen, Reformer.“ Neben seiner eigenen Partei nominierten ihn auch die kleineren bürgerlichen Parteien Centre démocrate, Centre républicain, CNIP sowie – wenige Tage vor der Wahl – die linksliberale Parti radical von Jean-Jacques Servan-Schreiber als ihren Kandidaten für die Präsidentschaft. Hinzu kam ein abtrünniger Flügel der Gaullisten – deren prominenter Vertreter Jacques Chirac war – der sich gegen den offiziellen UDR-Kandidaten Chaban-Delmas und für Giscard d’Estaing aussprach.
So gelang es Giscard d’Estaing, sich im ersten Wahlgang der Präsidentschaftswahlen 1974 mit 32,6 % als stärkster Kandidat des Mitte-rechts-Lagers gegen Chaban-Delmas durchzusetzen. Noch war er aber schwächer als François Mitterrand, der mit 43,25 % ein geeintes Linksbündnis hinter sich hatte. Zwischen den beiden Wahlgängen wurde am 10. Mai 1974 erstmals eine Fernsehdebatte zwischen den beiden Kandidaten für die Stichwahl abgehalten, die 25 Millionen Franzosen verfolgten. Mitterrand warf seinem Kontrahenten in diesem Rededuell vor, nur die Interessen der Privilegierten zu verteidigen und sagte, dass Politik „nicht nur eine Frage des Intellekts, sondern auch des Herzens“ sei. Darauf konterte Giscard: « Vous n’avez pas, monsieur Mitterrand, le monopole du cœur » („Sie verfügen nicht über das Monopol der Herzen“). Giscard entschied die Stichwahl mit 50,81 % der Wählerstimmen für sich. Am 27. Mai 1974 übernahm er im Alter von 48 Jahren das Amt des französischen Staatspräsidenten, womit er der bis dahin jüngste Amtsinhaber wurde.

### Präsidentschaft

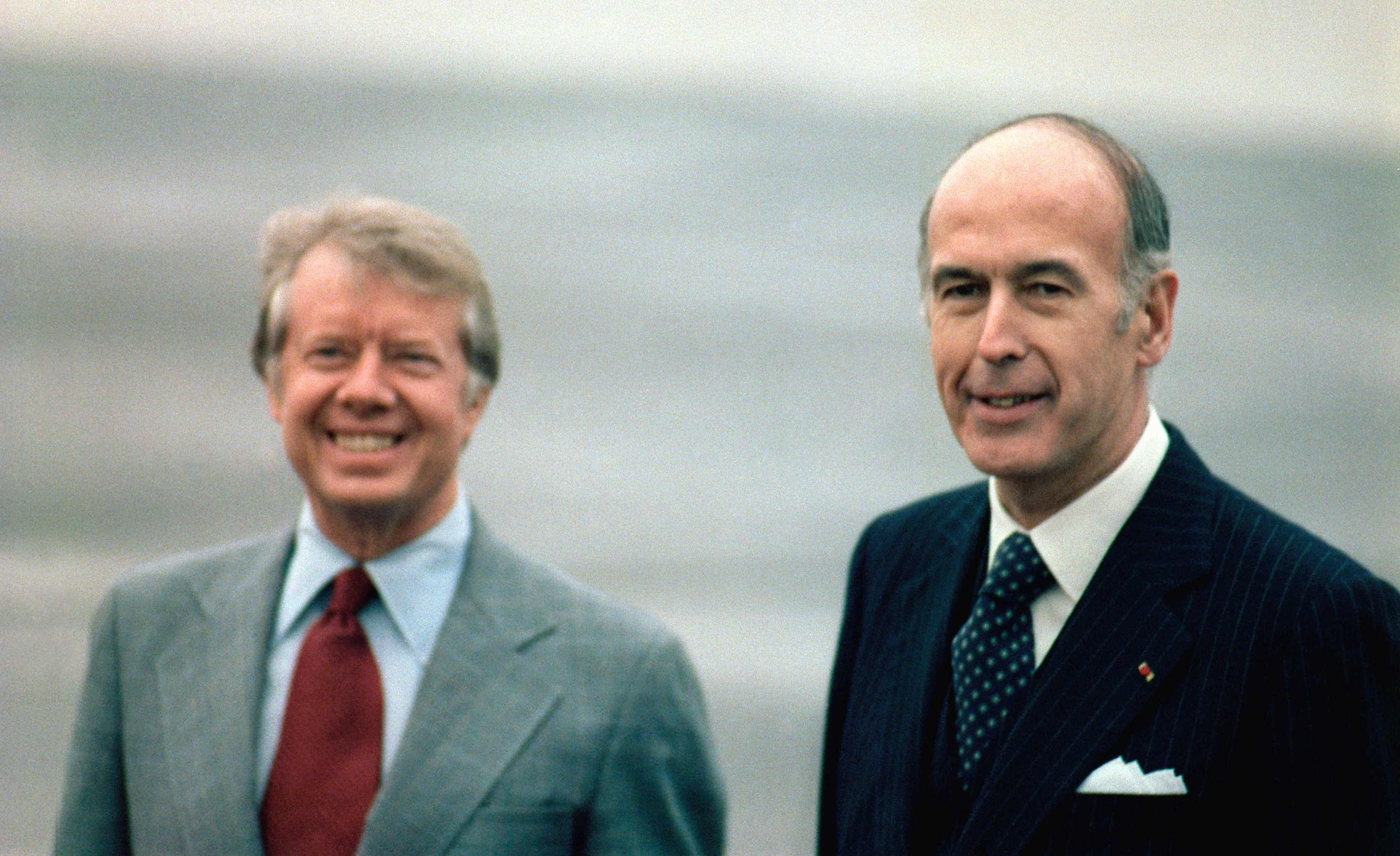
Giscard mit Jimmy Carter 1978

Von 1974 bis 1981 war Giscard d’Estaing Staatspräsident von Frankreich. Als Präsident ernannte er Chirac zum Premierminister. Infolge von Spannungen zwischen den beiden trat Chirac 1976 zurück. An seine Stelle trat im August der Parteilose Raymond Barre, den der Präsident als den „herausragendsten Ökonomen Frankreichs“ bezeichnete und mit dem er einen umfassenden Plan zur Wirtschafts- und Sozialreform vorbereitete. Barre stand dem Kabinett bis zum Ende von Giscards Präsidentschaft vor.
In seine Amtszeit fielen gesellschaftspolitische Reformprojekte, wie die Gesetzgebung zur Ehescheidung in gegenseitigem Einvernehmen oder zur Abtreibung. Das Volljährigkeitsalter wurde von 21 auf 18 Jahre herabgesetzt. Giscard d’Estaing bezeichnete sich selbst als Gegner der Todesstrafe. Die meisten Todesurteile wandelte er in lebenslange Freiheitsstrafen um. Drei Verurteilte, denen er die Begnadigung verweigerte, wurden allerdings unter seiner Präsidentschaft hingerichtet, zuletzt 1977 Hamida Djandoubi als das letzte Opfer der Todesstrafe in Frankreich. Aufgrund der öffentlichen Meinung, die mehrheitlich für eine Beibehaltung war, setzte Giscard d’Estaing die Abschaffung der Todesstrafe nicht auf die politische Tagesordnung. Erst 1981 wurde sie von seinem Nachfolger François Mitterrand abgeschafft.
Die Amtszeit von Valéry Giscard d’Estaing war geprägt von einer Stagflation seit der ersten Ölkrise im Jahr 1973/74. Der Französische Franc verlor gegenüber der D-Mark deutlich an Wert. Die beiden Ölpreisschocks von 1973/74 und 1979/80 verstärkten die ohnehin vorhandene Inflation. Die Abhängigkeit aller Industrieländer von (billigem) Öl wurde deutlich. Frankreich reagierte darauf unter anderem mit einem massiven Ausbau der Kernenergie, den Giscards Parteikollege und Industrieminister André Giraud vorantrieb. Angesichts der Notwendigkeit zur Energieeinsparung führte Giscard 1975 die Sommerzeit ein. Ab etwa 1975 gab es eine neue Form von Massenarbeitslosigkeit. Für die geburtenstarken Jahrgänge gab es nicht genug Arbeitsplätze. Auch dem Kabinett Barre (ab März 1976) gelang es nicht, dies zu ändern.

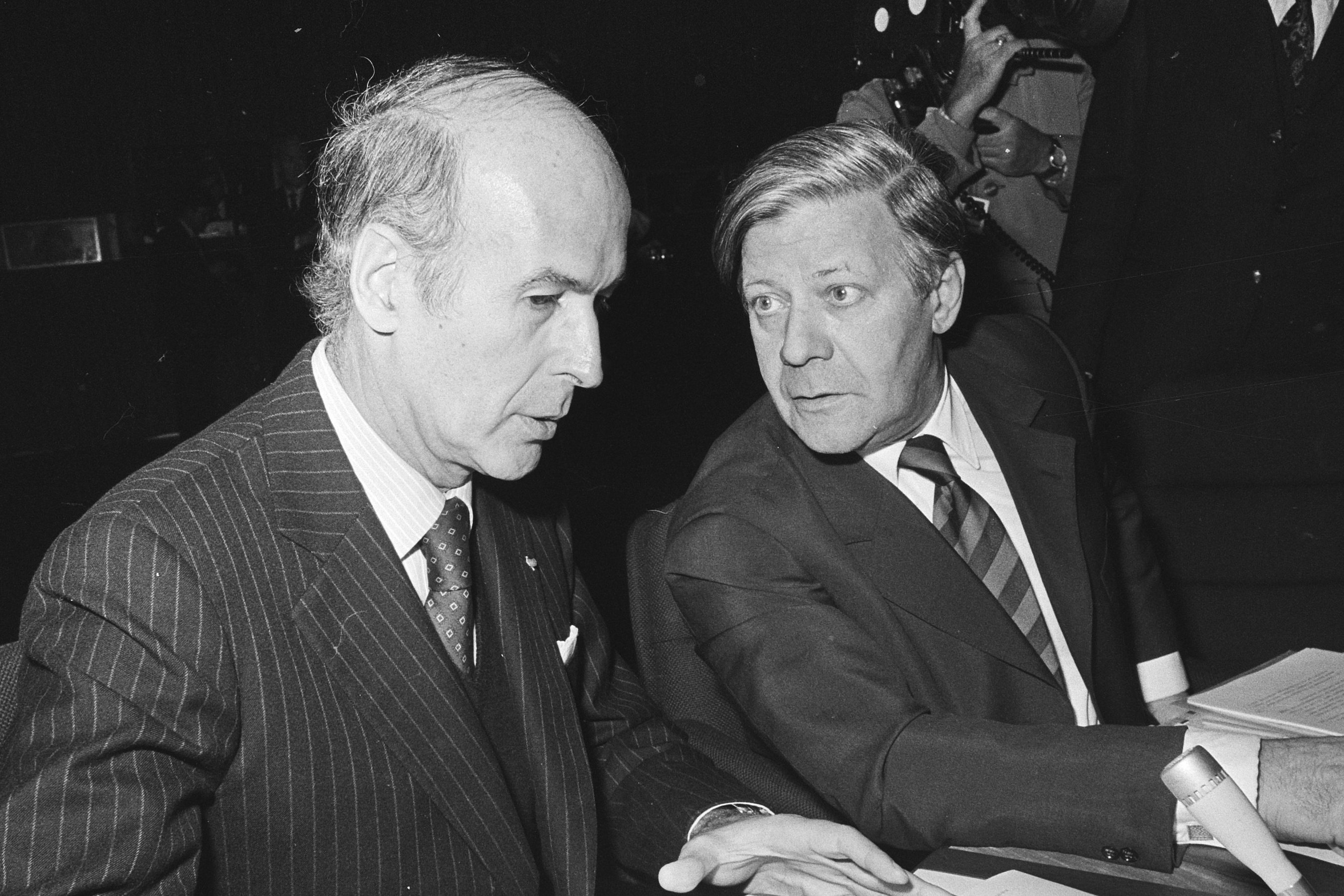
Giscard d’Estaing und Helmut Schmidt beim Treffen der EG-Regierungschefs in Den Haag, 1976

Als entschiedener Befürworter der Europäischen Integration bestand seine Vision schon vor seinem Eintritt in die aktive Politik aus einem Staatenbund nach Vorbild der Vereinigten Staaten von Amerika. In diesem Rahmen, als dritte Alternative zu einem übernationalen Europa und einem Nationalstaat, begründete er die regelmäßige Abhaltung von Gipfeltreffen der Staats- und Regierungschefs der EG (aus diesen ging später der Europäische Rat hervor) und unterstützte die Erweiterung der Befugnisse des Europäischen Parlaments, insbesondere in Bezug auf Fragen der Budgetverwendung. Für das Europäische Parlament wurde erstmals 1979 eine Direktwahl nach allgemeinen und unmittelbaren Abstimmungsgrundsätzen eingeführt.
Als Reaktion auf den Zusammenbruch des Weltwährungssystems von Bretton Woods und der mit den Ölpreis-Schocks verbundenen rasanten Inflation leitete Giscard gemeinsam mit dem deutschen Bundeskanzler Helmut Schmidt die Staaten der Europäischen Gemeinschaft an, Schritte zur Überwindung des Währungsverfalls einzuleiten. Hierzu initiierten sie 1978 das Europäische Währungssystem (EWS) zur Reduzierung der Wechselkursrisiken zwischen den Mitgliedsstaaten. Die im Zusammenhang mit dem EWS 1979 aus dem Währungskorb geschaffene Rechnungswährung ECU (European Currency Unit) war Vorläufer des Euro.

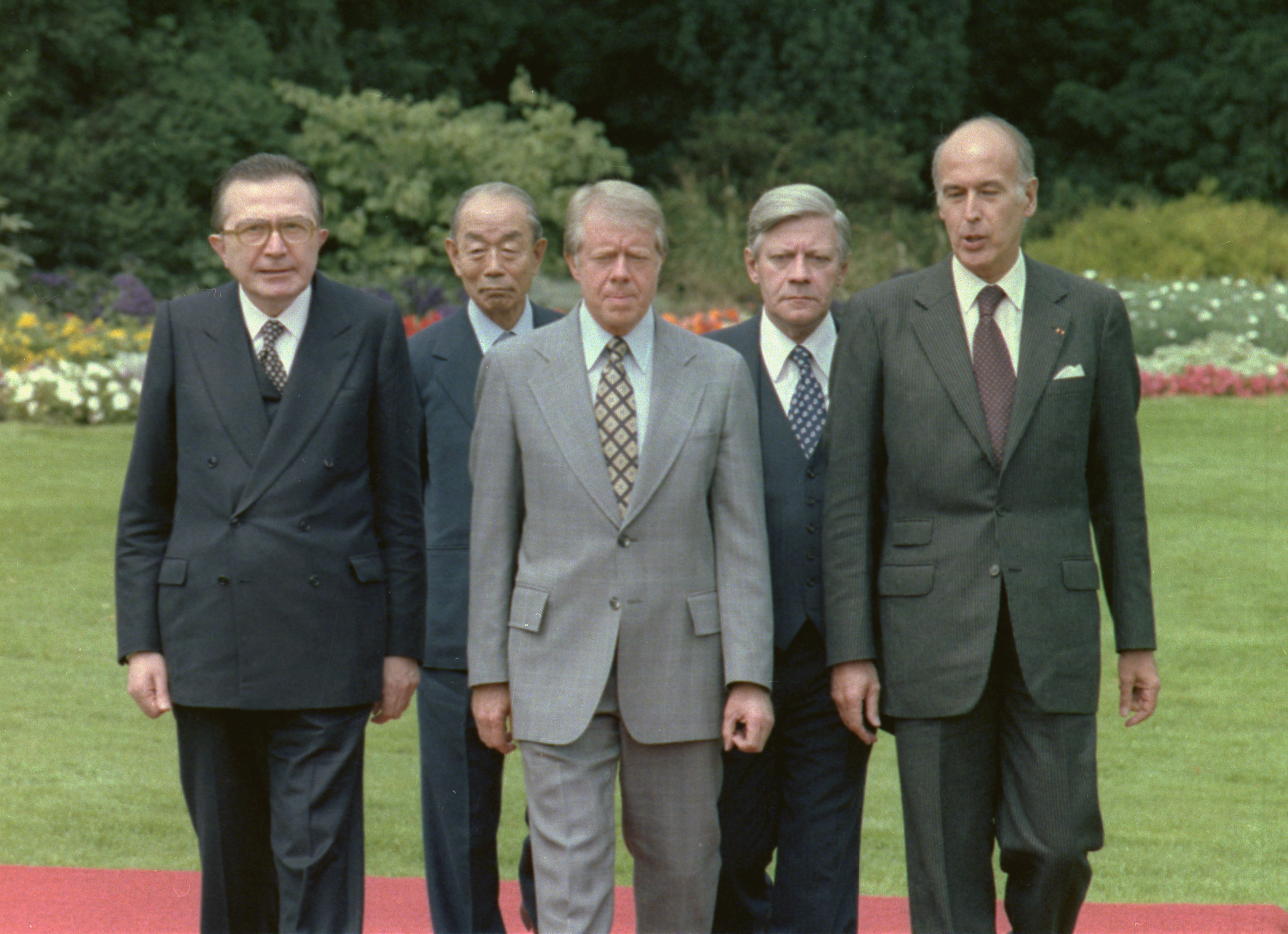
Valéry Giscard d’Estaing (r.) zusammen mit Giulio Andreotti, Fukuda Takeo, Jimmy Carter und Helmut Schmidt auf dem G7-Gipfel in Bonn (1978)

Dank der großen wirtschafts- und finanzpolitischen Übereinstimmung zwischen d’Estaing und Helmut Schmidt entwickelten die beiden befreundeten Politiker den Plan von informellen Treffen der wirtschaftlich wichtigsten Staaten USA, Japan, Frankreich, Großbritannien, Deutschland und Italien, die sich im November 1975 im Schloss Rambouillet auf Einladung Giscard d’Estaings erstmals zu „Kamingesprächen“ ohne feste Tagesordnung, Protokoll und große Stäbe trafen. Im Jahr darauf wurde die Gruppe um Kanada zur G7 erweitert.
Giscard d’Estaing wahrte die ökonomische und politische Position Frankreichs gegenüber den afrikanischen Staaten, wie auch gegenüber den Supermächten. Er betonte wiederholt die volle politische Entscheidungsfreiheit seines Landes, das nie zur „Provinz einer Supermacht“ degradiert werden dürfe. Er traf sich im Mai 1980 mit Leonid Breschnew in Warschau ohne greifbares Ergebnis, nachdem er die sowjetische Intervention in Afghanistan zurückhaltend kommentiert hatte. Er forderte die Bundesrepublik Deutschland dazu auf, die Rolle Europas in der Weltpolitik zu festigen, was den (damals geringen) westdeutschen Spielraum in der Außenpolitik erweiterte.
Vom Willen nach einer Modernisierung beseelt, vereinfachte er die protokollarischen Vorschriften für den Präsidentenpalast und bemühte sich auch sonst um eine gewisse Volksnähe. Am Abend seiner Wahl hielt er neben Reden auf Französisch auch ein kurze improvisierte Rede auf Englisch, was damals für französische Politiker sehr ungewöhnlich war und bei den Anwesenden für Erstaunen sorgte.
Giscard d’Estaing traf während seiner Präsidentschaft auch eine Reihe von symbolischen Entscheidungen: Noch im Jahr seines Amtsantritts 1974 ordnete er an, die Nationalhymne – La Marseillaise – künftig in einem langsameren Tempo zu spielen, um sie weniger kriegerisch und stärker staatstragend klingen zu lassen. Dies wurde sieben Jahre später von seinem Nachfolger François Mitterrand wieder rückgängig gemacht. Nach dem Ende seiner Amtszeit ging Giscard noch weiter und stellte auch den martialischen Text der Hymne in Frage. Die offiziellen Feiern zum Tag der Befreiung am 8. Mai (Jahrestag der Kapitulation der deutschen Wehrmacht 1945) schaffte Giscard 1974/75 ab und führte stattdessen einen „Europatag“ ein. Giscard schien es nicht mehr zeitgemäß, den Sieg über ein Nachbarland zu feiern, mit dem Frankreich mittlerweile eng verbündet und befreundet war. Dagegen protestierten jedoch ehemalige Résistance-Kämpfer und Holocaustüberlebende sowie Gaullisten, Kommunisten und Giscards späterer Nachfolger, der Sozialist François Mitterrand. Dieser führte die Feiern zum 8. Mai nach seiner Amtsübernahme 1981 wieder ein.
Die traditionelle Neujahrsansprache des Staatspräsidenten hielt Giscard 1975 gemeinsam mit seiner Frau. 1977 initiierte der Präsident eine neue Briefmarkenserie der französischen Post, auf der die Revolutionsikone Marianne durch ein Bild der Sabinerin Hersilia (eine Figur der römischen Mythologie, nach einem Gemälde von Jacques-Louis David) ersetzt wurde, die ein Symbol der Versöhnung und Eintracht sein sollte. Zudem wurde auf den Briefmarken der Schriftzug République française zu France verkürzt. Unter Mitterrand kehrte die französische Post zur Revolutionsikone Marianne und der Aufschrift République française zurück.
Zum Ende seiner Amtszeit kam es zu einem Skandal, als bekannt wurde, dass der Diktator und spätere Kaiser der Zentralafrikanischen Republik, Bokassa, Giscard bei dessen Privat- oder Staatsbesuchen mit Diamanten beschenkt hatte. Letztlich gab Giscard die Geschenke zurück, doch sein Ansehen hatte – insbesondere im Hinblick auf die Präsidentschaftswahlen von 1981 – einen gewissen Schaden erlitten.
Im ersten Wahlgang lag der Amtsinhaber mit 28,3 % der Wählerstimmen vorn, schnitt jedoch schwächer ab als sieben Jahre zuvor. Vor der Stichwahl kam es abermals zum Fernsehduell zwischen den beiden verbleibenden Kandidaten, Giscard d’Estaing und François Mitterrand. Beim Wahlgang vierzehn Tage danach verfehlte Giscard mit 48,25 % die Mehrheit und musste sein Amt für Mitterrand räumen.

### Nach der Präsidentschaft

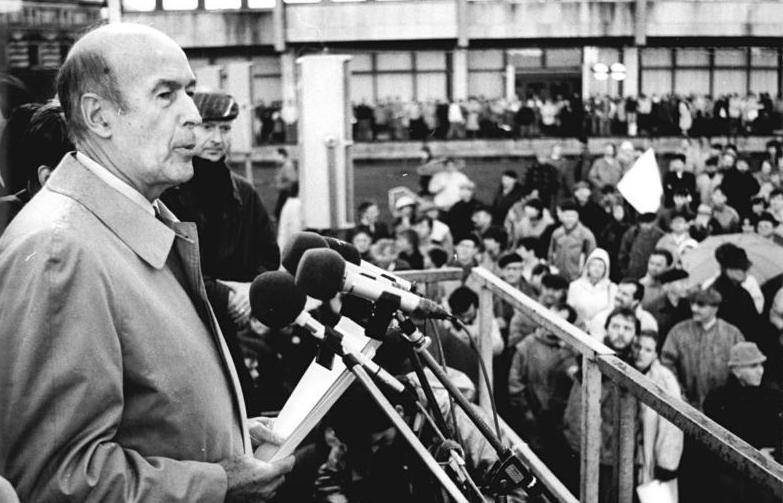
Giscard d’Estaing spricht 1990 bei einer Wahlkundgebung des Bundes Freier Demokraten in Dresden.

Giscard d’Estaing verzichtete zunächst auf den ihm zustehenden Sitz im Verfassungsrat (Conseil constitutionnel), um sich stattdessen der Départemental- und Regionalpolitik in der Auvergne widmen zu können, wo er 1982 als Vertreter seines Heimatkantons Chamalières in den Generalrat des Départements Puy-de-Dôme gewählt worden war. Diese Funktion hatte er bis 1988 inne. Sein politisches Comeback wollte er auf die Clubs Perspectives et Réalités stützen, politische Klubs von in der bürgerlichen und liberalen Mitte verorteten, Giscard unterstützenden Unternehmern und Selbstständigen. Diese waren neben den vier Gründungsparteien der fünfte Bestandteil des von Giscard mitbegründeten bürgerlichen Parteienbündnisses UDF. Am 23. September 1984 wurde er bei einer Nachwahl für den frei gewordenen Sitz eines Wahlkreises im Département Puy-de-Dôme in die Nationalversammlung gewählt. Dieser gehörte er bis 1989 an. Von April 1987 bis November 1989 hatte er den Vorsitz im Auswärtigen Ausschuss des Parlaments. Zudem wurde Giscard 1986 Vorsitzender des Regionalrates der Auvergne und blieb dies bis 2004.
1988 übernahm er die Führung der UDF. Er vertrat die Auffassung, alle bürgerlichen Kräfte (insbesondere UDF und die gaullistische RPR Chiracs) müssten kooperieren, um bei den folgenden Wahlen erfolgreicher zu sein. Bei der Europawahl 1989 trat Giscard als Spitzenkandidat der gemeinsamen Liste von RPR und UDF («L’Union») an. Diese musste deutliche Verluste hinnehmen und kam nur noch auf 28,9 % der Stimmen und 26 der 81 französischen Sitze (14 weniger als zuvor). Giscard gehörte dem Europäischen Parlament von 1989 bis 1993 an. Er war in dieser Zeit zunächst Vorsitzender der liberalen Fraktion (Vorläuferin der heutigen ALDE). Die Europaparlamentarier der UDF saßen damals zum Teil in der liberalen, zum Teil in der christdemokratischen EVP-Fraktion. Giscard war daher bestrebt, diese beiden Fraktionen zu vereinigen, was jedoch scheiterte. Daraufhin wechselte er Ende 1991 zusammen mit den übrigen liberalen UDF-Abgeordneten im Europaparlament zur EVP-Fraktion, was einen herben Verlust für die europäischen Liberalen darstellte. Anschließend verabredete Giscard mit Chirac, dass auch die Europaparlamentarier der gaullistischen RPR, die damals noch der nationalkonservativen RDE-Fraktion angehörten, zur EVP wechseln sollten (was jedoch erst 1999 erfolgte). Diese wurde dadurch von einer bloßen christdemokratischen Fraktion zum großen Sammelbecken des Mitte-rechts-Lagers im Europaparlament. Von 1989 bis 1997 war Giscard außerdem Präsident der internationalen Europäischen Bewegung.
Noch vor Ende der Legislaturperiode gab er seinen Sitz im Europaparlament auf, um die UDF in die französische Parlamentswahl 1993 zu führen. Bei dieser konnte das Mitte-rechts-Bündnis «Union pour la France» aus RPR und UDF mit Jacques Chirac an der Spitze stark zulegen. Die UDF errang 215 Sitze, das beste Ergebnis in ihrer Geschichte. Giscard selbst war anschließend wieder als Abgeordneter von Puy-de-Dôme in der Nationalversammlung und hatte in der Legislaturperiode bis 1997 erneut den Vorsitz im Ausschuss für auswärtige Angelegenheiten. Im Jahr 1995 scheiterte er knapp im Kampf um das Bürgermeisteramt von Clermont-Ferrand – das seit 1935 in der Hand der Linken war: Er unterlag in der Stichwahl mit 49,1 % dem Amtsinhaber Roger Quilliot von den Sozialisten (in diesem zweiten Wahlgang wurde Giscard auch von der rechtsextremen Front National unterstützt).
Einige Zeit widmete er sich einer schriftstellerischen Tätigkeit. 1994 veröffentlichte er einen Roman.
Aus der Parti républicain trat Giscard 1995 aus, nachdem der Parteivorsitzende François Léotard alle Giscard-Unterstützer (Giscardiens) von der Parteispitze verdrängt hatte. Er blieb jedoch unmittelbares Mitglied (adhérent direct) der UDF, der er noch bis 1996 vorstand. Dann wurde er auch in dieser Position von Léotard abgelöst. Bei der Präsidentschaftswahl 1995 unterstützte Giscard – abweichend von der offiziellen UDF-Linie – die Kandidatur von Jacques Chirac und nicht Édouard Balladur. Zur Begründung bezog er sich auf Balladurs armenische Abstammung: Dieser sei „orientalischer Herkunft“ mit einer „komplexen Kultur“ und neige zu „originellen Vorschlägen“. Dies stelle eine Ungewissheit dar. Chirac stamme hingegen aus dem Limousin, verkörpere damit Zentralfrankreich und stimme stärker mit der „französischen Kultur, Gewohnheit und Lebensweise“ überein. Bei der Parlamentswahl 2002 kandidierte Giscard nicht mehr. An seiner Stelle wurde sein Sohn Louis Giscard d’Estaing zum Abgeordneten von Puy-de-Dôme in die Nationalversammlung gewählt.

### Europäischer Konvent, Verfassungsrichter und Elder Statesman

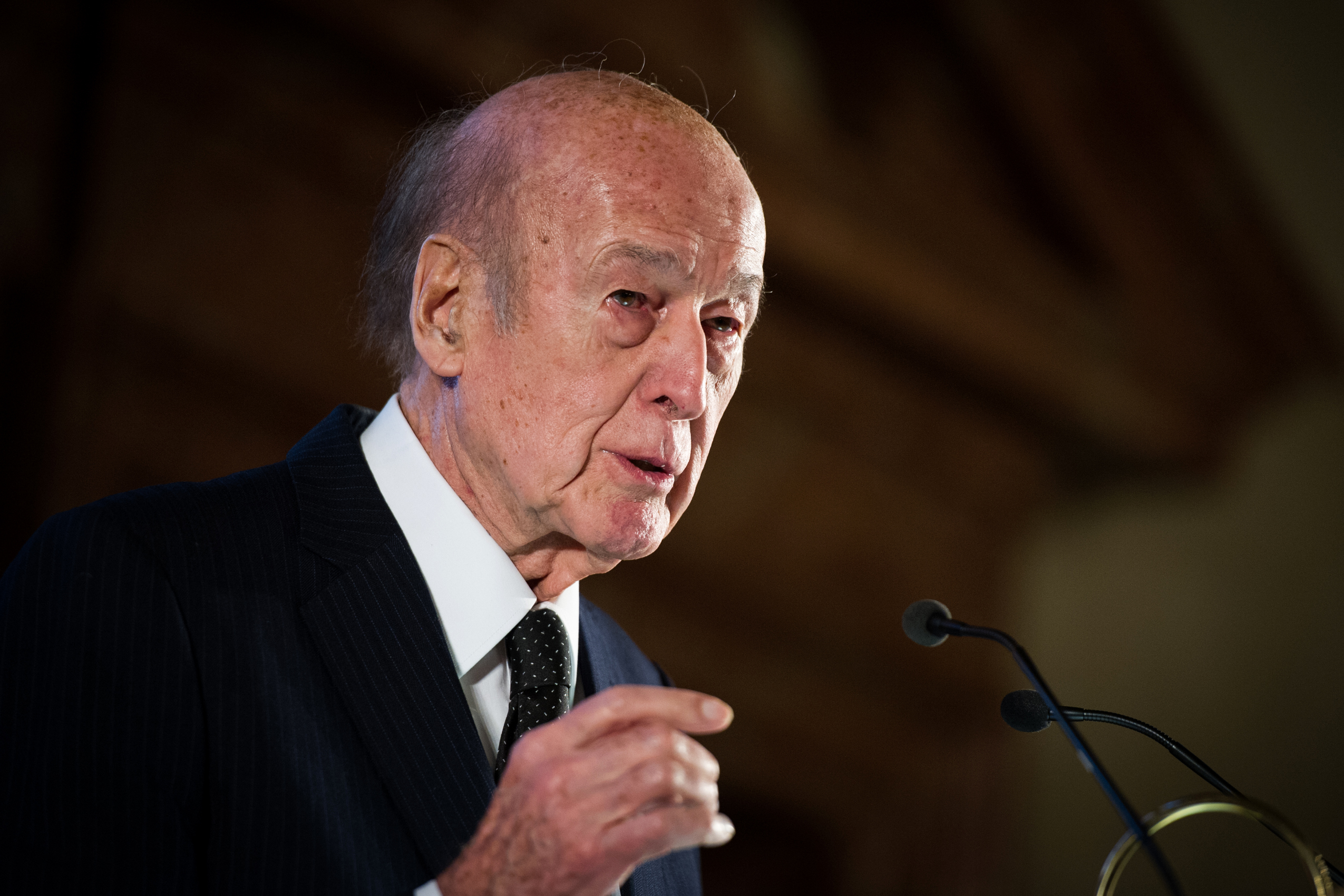
Giscard d’Estaing auf der 50. Münchner Sicherheitskonferenz (2014)

In den 2000er-Jahren kümmerte sich Giscard weiterhin engagiert um Fragen der europäischen Einheit. Beim europäischen Gipfel von Laeken 2001 schließlich wurde er zum Präsidenten des Europäischen Konvents (Convention sur l’Avenir de l’Europe) berufen. Aufgabe des Konvents war es, die Abstimmungsverfahren auf europäischer Ebene zu vereinfachen, die verschiedenen Abkommen zusammenzufassen und daraus einen Entwurf einer Europäischen Verfassung auszuarbeiten. Am 15. Juli 2003 wurde der Entwurf vorgelegt.
Aufgrund dieser Tätigkeit als Präsident des Europäischen Konvents erhielt er im Jahr 2003 den Karlspreis der Stadt Aachen.
Im Vorfeld des Referendums zur Europäischen Verfassung 2005 unterstützte er die Kampagne der Befürworter. Die Ablehnung kam aus seiner Sicht unerwartet. Zwischenzeitlich von den 25 Mitgliedsstaaten unterzeichnet, scheiterte der Vertrag in seiner damaligen Fassung an der Ablehnung der Franzosen (Mai 2005) und Niederländer (Juni 2005) jeweils durch Volksabstimmung.
Nach dem Tod von Léopold Sédar Senghor wurde er am 11. Dezember 2003 mit 19 von 34 Stimmen zudem auf den freigewordenen Sitz 16 der Académie Française gewählt.
2002 trat Giscard von der UDF zur Union pour un mouvement populaire (UMP), der von Chirac initiierten Sammelpartei des Mitte-rechts-Lagers, über. Als Listenführer des Parteienzusammenschlusses UMP-UDF für das Département Puy-de-Dôme in der Auvergne bei den Regionalwahlen 2004 unterlag er im zweiten Wahlgang Pierre-Noël Bonté vom PS, dem zusammen mit den anderen linksgerichteten Parteien die Mehrheit der Regionen zufiel. Als er damit seinen Posten als Vorsitzender des Regionalrates verlor, fasste er den Entschluss, sich endgültig aus der aktiven Politik zurückzuziehen und nur noch seine Aufgaben im Verfassungsrat wahrzunehmen.
Abweichend von seiner politischen Neutralität als Richter im Verfassungsrat erklärte Giscard bei den Präsidentschaftswahlen 2007 und 2012 seine Unterstützung für den UMP-Kandidaten Nicolas Sarkozy. Im Oktober 2012 sandte er hingegen eine Videobotschaft zum Gründungskongress der Union des démocrates et indépendants (UDI), der er „viel Glück“ wünschte. Bei der Präsidentschaftswahl 2017 sprach er sich für François Fillon aus, den Kandidaten der inzwischen aus der UMP hervorgegangenen Les Républicains.
Zur nachträglichen Feier des 50. Jahrestages des Elysée-Vertrages am 23. Januar 2013 an der Internationalen Deutschen Schule Paris hielt Giscard d’Estaing eine Rede über die deutsch-französische Freundschaft.
Ein Privileg seiner Rolle als Expräsident war seit 1985 eine jährliche Aufwandsentschädigung vom Staat für Sicherheitsvorkehrungen, die Bezahlung von Mitarbeitern, Dienstwohnung und -fahrzeug. Im Jahr 2016 belief sich diese Zahlung auf 2,5 Millionen Euro, der höchste Betrag unter den drei zu diesem Zeitpunkt lebenden Expräsidenten.

### Tod
Er starb am 2. Dezember 2020 auf seinem Anwesen im zentralfranzösischen Authon an den Folgen von COVID-19. Er wurde am 5. Dezember 2020 in Authon bestattet.

## Sonstiges
Als französischer Staatspräsident war Giscard d’Estaing gleichzeitig Kofürst von Andorra.
Er beherrschte die deutsche Sprache fließend.
Die „Soupe aux Truffes V. G. E.“, eine von einer Blätterteigkuppel bedeckte Schwarze-Trüffel-Suppe, die vom Spitzenkoch Paul Bocuse anlässlich seiner Erhebung zum Ritter der französischen Ehrenlegion zubereitet wurde, ist nach Giscard (VGE) benannt. Sie wurde von dem damaligen Präsidenten gemeinsam mit dem dergestalt Geehrten eingenommen.

## Herkunft aus der Familie d’Estaing, Erwerb des Schlosses von Estaing

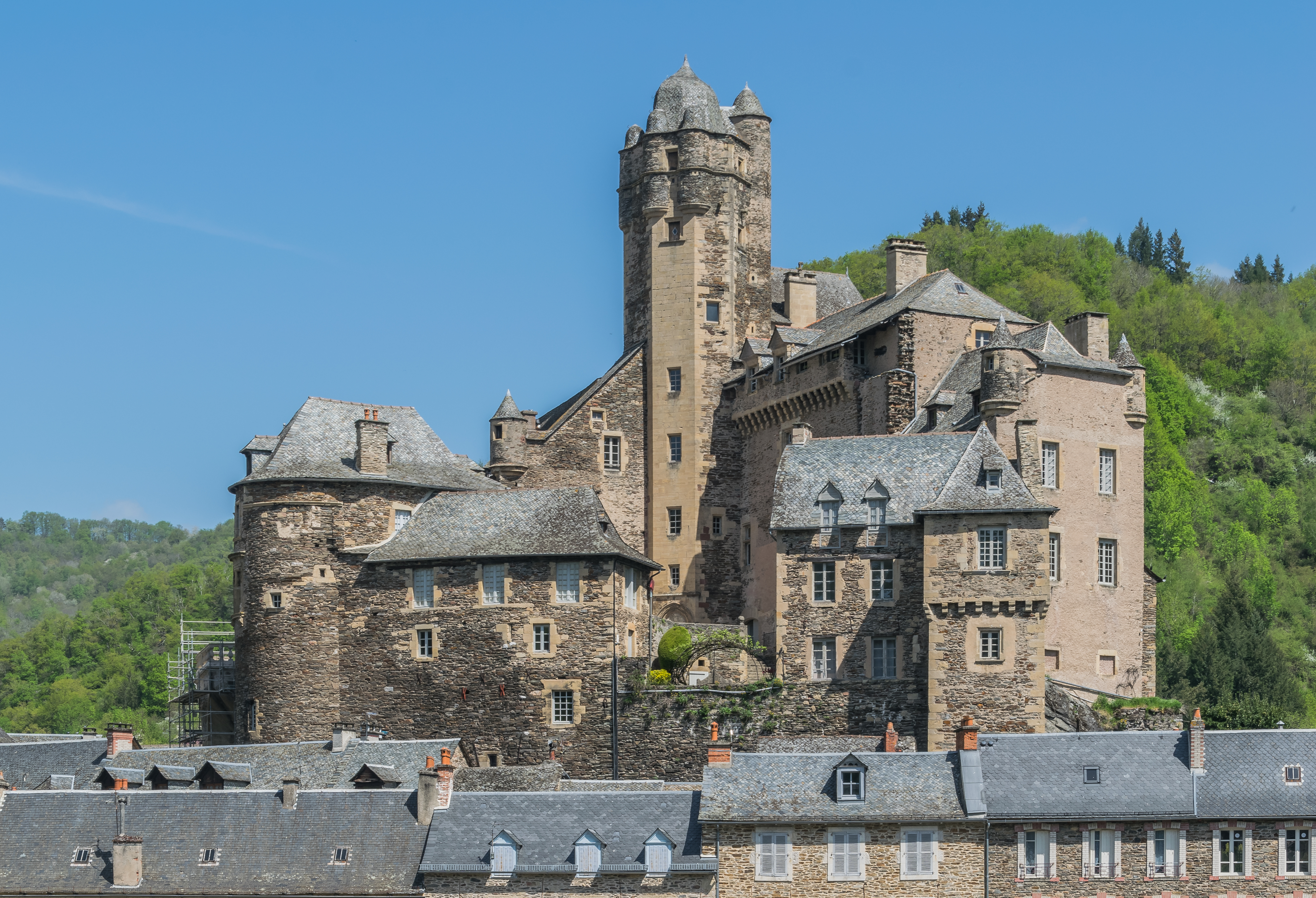
Château d’Estaing

Giscard d’Estaings Familie stammt aus der Auvergne. Der adlige Nachname Giscards geht auf ein Dekret der Genehmigung der Namensänderung des Französischen Staatsrates vom 17. Juni 1922 zurück, bei dem sein Vater Edmond Giscard und seine beiden Onkel Joseph und Philippe (sowie alle ihre Nachkommen) das Recht erhielten, den Nachnamen d’Estaing von ihrer 1844 verstorbenen Großmutter Lucie-Madeleine d’Estaing zu übernehmen und ihn ihrem Nachnamen hinzuzufügen.
Die Schloss- und Freiherren aus dem gleichnamigen Dorf Estaing (Département Aveyron, Südfrankreich) führen ihre Ahnenreihe bis auf Richard Löwenherz zurück. Seit dem 15. Jahrhundert gibt es dort in der Haute Vallée du Lot ein Schloss, das Giscard d’Estaing zusammen mit seinem Bruder Olivier, früherem Bürgermeister von Estaing, und einem gemeinsamen Vetter im Februar 2005 für 750.000 Euro erwarb. Zwischen 1836 und 2000 wohnten hier Nonnen der Josefschwestern von Lyon. Nach der Restaurierung soll es zu einer Kultur- und Begegnungsstätte werden, in dem Konzerte, Begegnungen und Tagungen abgehalten sowie seine persönlichen Aufzeichnungen als Präsident der Convention Européenne archiviert werden.

## Der Wissenschafts- und Freizeitpark „Vulcania“
Giscard begeisterte sich für die Vulkanlandschaft des Zentralmassivs. In den 1990er Jahren begann er sein Engagement für die Einrichtung eines Wissenschafts- und Freizeitparks Vulcania. Gegen die Meinung des zuständigen Expertengremiums setzte er einen eigenen Architekten durch, den Österreicher Hans Hollein, und betrieb das Projekt weiter. 1997 wurde mit den Bauarbeiten begonnen, die Einweihung fand am 20. Februar 2002 statt. Die geplanten Baukosten wurden um ein Vielfaches überschritten.

## Auszeichnungen
- Großkreuz der Ehrenlegion

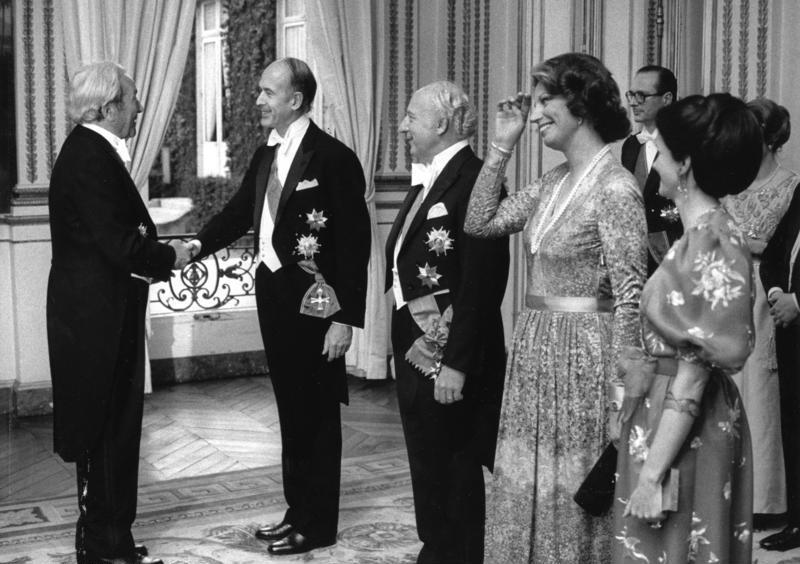
Giscard d’Estaing (2. v. l.) mit Ordensstern der Ehrenlegion sowie Schulterband und Bruststern des Bundesverdienstkreuzes, neben ihm Carlo Schmid, Walter Scheel und Mildred Scheel

- Großkreuz des Ordre national du Mérite
- Croix de guerre 1939–1945
- Verdienstorden der Bundesrepublik Deutschland: Großes Verdienstkreuz mit Stern und Schulterband 8. Juni 1965 sowie als Präsident der Französischen Republik die Sonderstufe des Großkreuzes (21. April 1975)[45]
- Orden des heiligen Jakob vom Schwert (1975)[46]
- Ehrendomherr des Ordens Saint-Jean-de-Latran (1978)
- Orden des Infanten Dom Henrique (1978)[46]
- Ritter des Nassauischen Hausordens vom Goldenen Löwen am 18. September 1978[47]
- Nansen-Medaille (Nansen-Flüchtlingspreis) 1979
- Collane des Finnischen Ordens der Weißen Rose (1980)
- Ehren- und Devotions-Großkreuz-Bailli des souveränen Malteserordens
- Internationaler Karlspreis zu Aachen 2003
- Adenauer-de Gaulle-Preis 2005 (Preisverleihung am 24. Januar 2006)
- Ehrendoktorat der Universität Mainz (22. Mai 2006) anlässlich der 60-Jahr-Feier der Wiedereröffnung der Universität durch die französische Besatzungsmacht (Général Pierre KOENIG)
- Ehrenbürgerschaft seiner Geburtsstadt Koblenz (22. Oktober 2006)
- Internationaler Preis des Westfälischen Friedens 2006
- Mitglied der Académie royale des Sciences, des Lettres et des Beaux-Arts de Belgique 2006[48]
- Medienpreis des Deutsch-Französischen Journalistenpreises (DFJP, 2014)

## Publikationen
- Démocratie Française (dt. Französische Demokratie), Essay, 1976.

deutsche Übersetzung von Joachim A. Frank: Französische Demokratie, S. Fischer, Frankfurt am Main 1977, ISBN 3-10-024501-6.
- Deux Français sur Trois (dt. Zwei von drei Franzosen), Essay, 1984.

deutsche Übersetzung von Gerd Treffer: Zwei von drei Franzosen, Defap, Ingolstadt 1987, ISBN 3-926357-01-0.
- Le Pouvoir et la Vie (dt. Macht und Leben – Begegnung), Denkschrift, 1. Teil: La Rencontre, Compagnie 12, Paris 1988.

deutsche Übersetzung von Widulind Clerc-Erle, Martina Drescher: Macht und Leben: Erinnerungen, Ullstein, Frankfurt am Main / Berlin 1988, ISBN 3-550-07936-2, 2. Auflage 1991, ISBN 3-548-34701-0.
- Le Pouvoir et la Vie (dt. Macht und Leben – Auseinandersetzungen), Denkschrift, 2. Teil: L’Affrontement, 1991.
- Le Passage (dt. Der Durchgang), Roman, 1994.
- Dans cinq ans, l’an 2000 (dt. In fünf Jahren das Jahr 2000), 1995.
- Les Français, Réflexion sur le Destin d’un Peuple (dt. Die Franzosen, Überlegungen zur Zukunft eines Volkes), 2000.
- Giscard d’Estaing – Entretien avec Agathe Fourgnaud (dt. Giscard d’Estaing – Gespräch mit Agathe Fourgnaud)
- Giscard d’Estaing présente la Constitution pour l’Europe (dt. Giscard d’Estaing stellt die Europäische Verfassung vor), 2003.